# Anatolij Niefiodow
Anatolij Iwanowicz Niefiodow (ros. Анатолий Иванович Нефёдов, ur. 22 września?/5 października 1914 w Pyriatynie, zm. 29 września 1973 w Charkowie) – radziecki lotnik wojskowy, pułkownik, Bohater Związku Radzieckiego (1940).

## Życiorys
Skończył szkołę średnią i w 1933 technikum drogowe, później pracował jako tokarz w charkowskich zakładach Sierp i Mołot, w 1934 ukończył aeroklub w Charkowie. Od września 1934 służył w Armii Czerwonej, w 1935 ukończył wojskową szkołę lotniczą w Charkowie, później służył w Siłach Powietrznych Floty Bałtyckiej. Uczestniczył w wojnie z Finlandią jako dowódca oddziału 12 samodzielnej brygady lotnictwa myśliwskiego Sił Powietrznych Floty Bałtyckiej w stopniu starszego porucznika, wykonując zadania patrolowania i zwiadu okrętów i łodzi podwodnych w Zatoce Fińskiej oraz baterii artyleryjskich, brał też udział w atakowaniu i bombardowaniu naziemnych celów przeciwnika. Po zakończeniu wojny z Finlandią został dowódcą eskadry w Siłach Powietrznych Floty Bałtyckiej. Od czerwca 1941 uczestniczył w wojnie z Niemcami jako dowódca 5 eskadry 5 pułku lotnictwa myśliwskiego (od stycznia 1942: 3 gwardyjskiego pułku lotnictwa myśliwskiego) Sił Powietrznych Floty Bałtyckiej, brał udział w walkach obronnych na terytorium krajów bałtyckich i w obronie Leningradu. 8 lipca 1941 przy wypełnianiu zadania bojowego został ciężko ranny w głowę i zmuszony wrócić na swoje lotnisko. W 1943 ukończył przyśpieszony kurs Akademii Wojskowo-Morskiej, we wrześniu 1943 wrócił na front jako pomocnik dowódcy, a od sierpnia 1944 szef sztabu 27 pułku lotnictwa myśliwskiego Sił Powietrznych Floty Północnej. Wykonał wówczas 247 lotów bojowych i brał udział w 113 walkach powietrznych, w których strącił 13 samolotów wroga. W 1945 jako szef sztabu 27 pułku lotnictwa myśliwskiego Sił Powietrznych Floty Oceanu Spokojnego brał udział w wojnie z Japonią. Po wojnie został zastępcą dowódcy pułku Sił Powietrznych Floty Czarnomorskiej, w 1951 został naczelnikiem głównego punktu zarządzania i nawigacji lotnictwa myśliwskiego Floty Czarnomorskiej, od 1951 do 1956 szefem sztabu 78 i 516 pułków lotnictwa myśliwskiego Sił Powietrznych Floty Północnej, później szefem sztabu kolejno wielu dywizji obrony przeciwlotniczej na obszarach podbiegunowych i w krajach bałtyckich, a w końcu szefem sztabu 14 Dywizji Obrony Przeciwlotniczej w 6 Samodzielnej Armii Obrony Przeciwlotniczej. W sierpniu 1962 został zwolniony do rezerwy w stopniu pułkownika, później pracował w specjalnym biurze konstruktorskim w Charkowie.

## Odznaczenia
- Złota Gwiazda Bohatera Związku Radzieckiego (21 kwietnia 1940)
- Order Lenina (21 kwietnia 1940)
- Order Czerwonego Sztandaru
- Order Wojny Ojczyźnianej I klasy (2 lutego 1945)
- Order Czerwonej Gwiazdy (1955)

I medale.